# H.N. Werkman College
Het H.N. Werkman College is een Nederlandse groep van openbare scholen in de stad Groningen bestaande uit het H.N. Werkman Stadslyceum, het Werkman VMBO, de Topsport Talentschool Groningen en de Internationale Schakelklas Groningen. De scholengroep is vernoemd naar de Groningse kunstenaar en Ploeglid Hendrik Nicolaas Werkman.

## Geschiedenis
Het naoorlogse gebouw aan de Sint Jansstraat was oorspronkelijk een afdeling van het Heymans Lyceum. Toen deze in de jaren 80 fuseerde met het Röling College betrok het Thorbecke College voor havo en vwo het gebouw. In het gebouw aan de Schoolstraat werd een afdeling van het Van Randwijck MAVO gehuisvest.
In 1983 fuseerden de twee scholen tot de Scholen Gemeenschap Centrum, op aandringen van het gemeentebestuur van Groningen. In 1986 werd de naam gewijzigd in H.N. Werkman College.
In 2010 fuseerde het Röling College met het H.N. Werkman College en gaat per 2011-2012 volledig over in het H.N. Werkman College.